# Sollentuna HK
Sollentuna HK (Sollentuna Handbollsklubb), är en handbollsklubb belägen i Sollentuna norr om Stockholm. Klubben bildades 1967. Ordförande är Dennis Isaksson. Klubben kallas oftast "SHK" eller "Redwolfs".

## Verksamhet
Klubben har lag i nästintill alla åldrar för herrar/pojkar och damer/flickor. Man har även två trimlag för herrar och damer.

### A-lagsverksamhet
Klubben har seniorlag på både dam- och herrsidan.

#### Herrar
Föreningens herrlag spelar säsongen 2023/24 i division 2 norra. 
Säsongen 2011/2012 spelade klubben i division 1 norra. Men SHK hade det tufft hela säsongen, till slut åkte laget ut i kvalspel, och flyttades då till division 2 östra nästa säsong.
Men det gick inte bättre här heller. SHK låg i botten av tabellen länge och klarade sig till slut kvar efter att ha spelat oavgjort mot HK Lif Blå i sista omgången. Fortsatt spel i division 2 nästa säsong var då säkrat.
Inför säsongen 2013/2014 bytte SHK serie, från division 2 östra till division 2 norra, och då gick det bättre. SHK låg med i toppen hela säsongen, och slutade till slut på kvalplats upp till division 1. Men i den första playoffrundan mot Hallstahammar tog det stopp efter två förluster, 27-28 hemma och 28-31 borta.
Säsongen 2013/2014 vann SHK distriktsmästerskapet i Stockholm efter vinst mot Matteuspojkarna i finalen med 32-27.
Säsongen 2014/2015 gick det än bättre. Laget förde en hård kamp med Brännan från Härnösand om serieledningen, en kamp som Brännan till slut vann. SHK fick alltså även detta år spela kvalspel. I semi-off mötte man Falu HK i ett dubbelmöte. SHK gick efter 41-25 borta och 33-22 hemma vidare till playoff, där man ställdes mot HK GP från Eskilstuna, elitserielaget GUIF:s utvecklingslag i ett möte i bäst av tre. Första matchen vann SHK med 24-19, men i efterföljande möte i Eskilstuna vann HK GP med 33-21. Det skulle alltså avgöras i en sista avgörande match, som också den skulle spelas i Eskilstuna. Och det var SHK som gick segrande efter en uddamålsvinst, vilket innebar spel i division 1 nästa säsong.
Debutsäsongen i division 1 blev dock tuff för Sollentuna. Under säsongen vann man endast fem matcher, och man gick en hård kamp på slutet mot HK Cliff om att undvika nedflyttning. SHK vann till slut kampen med endast en poäng, vilket innebar att kvalspel var säkrat. Väl där mötte man IFK Nyköping i ett möte i bäst av tre matcher. SHK vann en jämn första match i Nyköping med 25-24, för att sedan vinna med 26-21 hemma och därmed behålla division 1-platsen.

#### Damer
Föreningens damlag spelar säsongen 2023/24 i division 3. 

## Arena

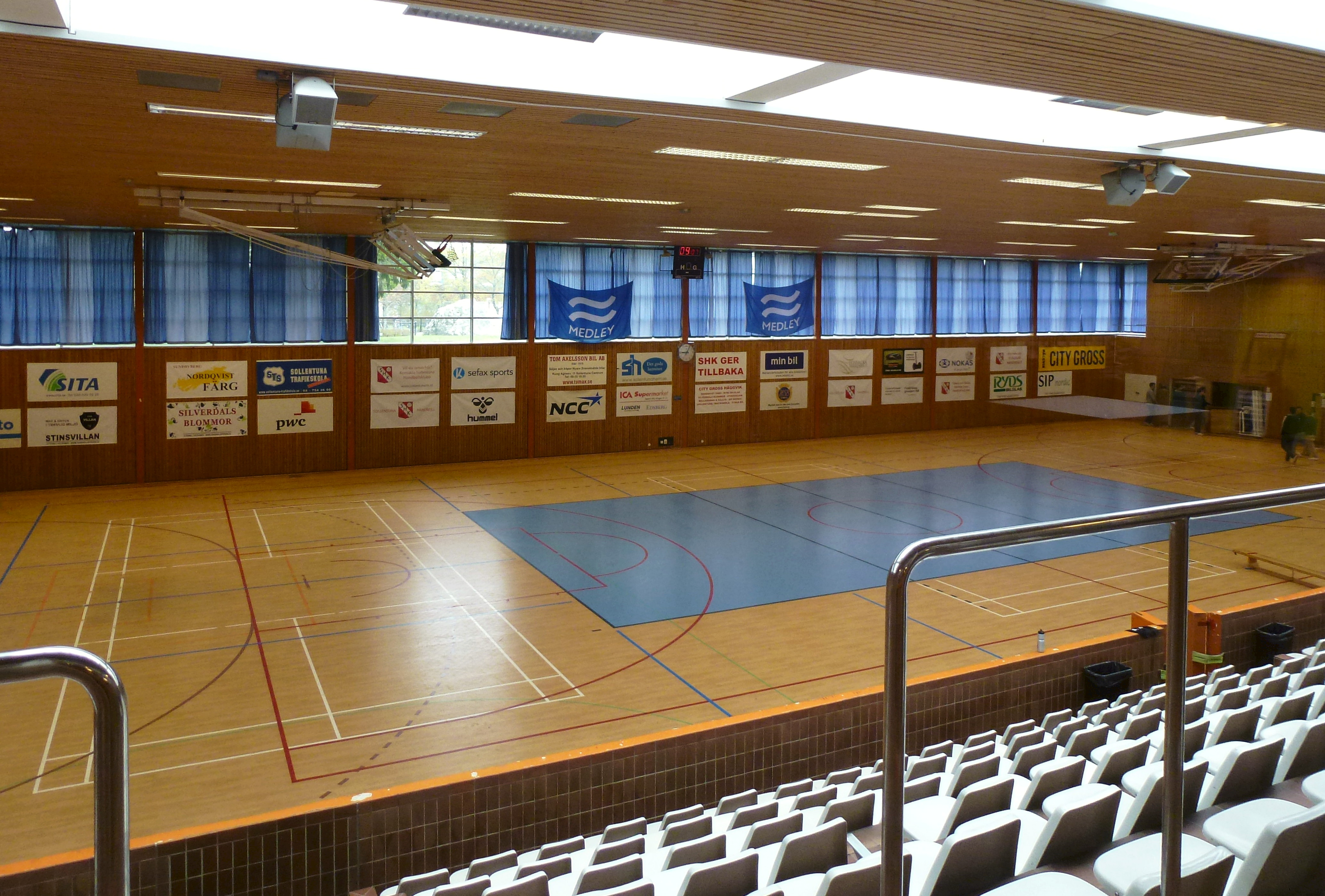
Sollentuna Sporthall, A-hallen

### Sollentuna Sporthall
Klubbens hemmahall är Sollentuna Sporthall A, som rymmer 320 sittande åskådare. Anläggningen, som bland annat även inkluderar en simhall invigdes 1973. Under invigningen var OS-guldmedaljören Gunnar Larson med och simmade. Arkitekten Gustaf Rosenberg belönades med 1975 års Kasper Salin-pris för byggnaden. 
Mellan åren 2007 och 2009 genomfördes en tillbyggnad och renovering av anläggningen. Totalkostnaden för hallen uppgick till 16 miljoner kronor.

## Cuper

### Mixedcupen
Klubben är känd för "Mixedcupen", en cup som spelas i könsblandade lag i åldersklasserna B- och C-ungdom. Cupen spelas i mitten av maj.

#### Spelsätt
Eftersom det är en könsblandad turnering måste det vara 3 killar och 3 tjejer på planen samtidigt. I båda åldersklasserna spelar man 12 x 2 minuter, och en tjej är målvakt i första halvlek, en kille i andra halvlek.

#### Turneringsformat
Lagen delas in i grupper. Efter att alla mött alla så går de två främst placerade lagen till A-slutspel och de två sämst placerade lagen till B-slutspel. I slutspelen spelas utslagningsmatcher tills ett lag står som segrare.

#### Historia
När cupen startades 1980 fanns det bara A-ungdom som åldersklass, och Stockholmspolisens IF blev den första segraren. 1982 startades B-ungdomsturneringen. År 2000 byttes A-ungdomsturneringen ut mot en C-ungdomsturnering istället, och så är det än idag.

#### Segrare genom åren
Om man räknar in alla åldersklasser i alla turneringar genom åren har totalt 29 klubbar vunnit cupen. BK Söder (sedan 2009 hopslagen med GT-76 som GT Söder) från Farsta söder om Stockholm har vunnit cupen flest gånger, 9 till antalet.